# Происхождение четвероногих
Происхождение четвероногих — эволюционный процесс, в результате которого образовалась группа четвероногих животных, приспособленных к жизни на суше.

## Предпосылки
В середине девонского периода, около 385 млн лет назад на Земле сформировались условия, благоприятные для массового освоения суши позвоночными животными. Благоприятными факторами были, в частности, тёплый и влажный климат, наличие достаточной пищевой базы (состоявшей из сформировавшейся к тому времени обильной фауны наземных беспозвоночных). Кроме того, в тот период в водоёмы вымывалось большое количество органики, в результате окисления которой содержание кислорода в воде снижалось. Это способствовало появлению у рыб приспособлений для дыхания атмосферным воздухом.

## Эволюция
Переход позвоночных от водного к наземному образу жизни и появление земноводных сопровождалось появлением двух решающих приспособлений: дыхания кислородом атмосферы и передвижения по твёрдому субстрату. Другими словами, жаберное дыхание должно было замениться лёгочным, а конечности типа плавника — пятипалыми конечностями, представляющими собой многочленный рычаг, служащий для опоры тела о твёрдый субстрат. Параллельно изменялись и другие системы органов: покровы, кровообращение, органы чувств, нервная система.
Зачатки указанных приспособлений можно встретить среди разнообразных групп рыб. Некоторые современные рыбы на то или иное время способны выходить из воды, и в это время кровь у них частично окисляется за счёт кислорода атмосферы. Такова, например, рыба-ползун (Anabas), которая, выходя из воды, проводит на суше до 24 часов. Выползают на сушу некоторые представители семейства бычковых — илистые прыгуны (Periophthalmus). Последние свою добычу ловят чаще на суше, чем в воде. Хорошо известна способность находиться вне воды некоторых двоякодышащих. Однако все эти приспособления носят частный характер и предки земноводных относились к менее специализированным группам пресноводных рыб.
Приспособления к наземности независимо и параллельно развивались в нескольких линиях эволюции кистепёрых рыб. В связи с этим Э. Ярвик выдвинул гипотезу о дифилетическом происхождении наземных позвоночных от двух разных групп кистепёрых рыб (Osteolepiformes и Porolepiformes). Однако целый ряд учёных (А. Ромер, И. И. Шмальгаузен, Э. И. Воробьёва) подвергли аргументы Ярвика критике. Большинство исследователей считают более вероятным монофилетическое происхождение тетрапод от остеолепиформных кистёперых, хотя при этом допускается возможность и парафилии тетрапод, т. e. достижения уровня организации земноводных несколькими близкородственными филетическими линиями остеолепиформных рыб, эволюционировавшими параллельно. Параллельные линии, скорее всего, вымерли.

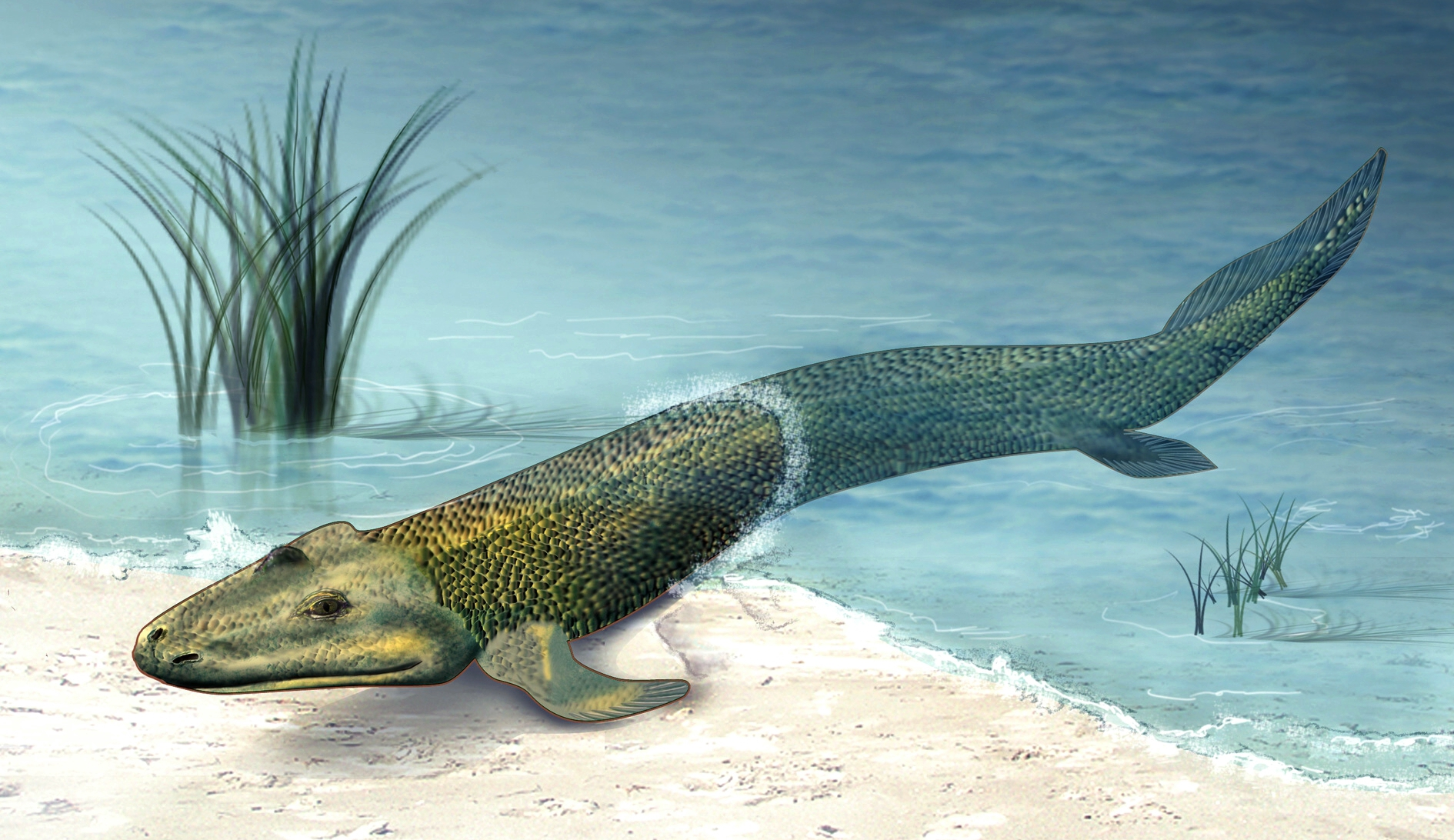
Тиктаалик.

Одной из наиболее «продвинутых» лопастеперых рыб являлся тиктаалик (Tiktaalik), имевший ряд переходных признаков, сближающих его с земноводными. К таким признакам относятся укороченный череп, отделенная от пояса передних конечностей и относительно подвижная голова, наличие локтевого и плечевого суставов. Плавник тиктаалика мог занимать несколько фиксированных положений, одно из которых предназначалось для того, чтобы животное могло находиться в приподнятом положении над грунтом (вероятно, чтобы «ходить» на мелководье). Тиктаалик дышал через отверстия, расположенные на конце плоской «крокодильей» морды. Воду, а возможно и атмосферный воздух, в лёгкие нагнетали уже не жаберные крышки, а щёчные помпы. Некоторые из указанных приспособлений характерны также для кистепёрой рыбы Пандерихтис (Panderichthys).
Первые амфибии, появившиеся в пресных водоемах в конце девона, — ихтиостегиды (Ichthyostegidae). Они были настоящими переходными формами между кистепёрыми рыбами и земноводными. Так, у них были рудименты жаберной крышки, настоящий рыбий хвост, сохранялся клейтрум. Кожа была покрыта мелкой рыбьей чешуёй. Однако наряду с этим они имели парные пятипалые конечности наземных позвоночных (см. схему конечностей кистепёрых и древнейших земноводных). Ихтиостегиды жили не только в воде, но и на суше. Можно предположить, что они не только размножались, но и кормились в воде, систематически выползая на сушу.
В дальнейшем, в каменноугольном периоде, возник ряд ветвей, которым придают таксономическое значение надотрядов или отрядов. Надотряд лабиринтодонтов (Labyrinthodontia) был очень разнообразен. Ранние формы имели сравнительно небольшие размеры и рыбообразное тело. Более поздние достигали весьма крупных размеров (1 м и более) в длину, тело их было уплощено и заканчивалось коротким толстым хвостом. Лабиринтодонты существовали до конца триаса и занимали наземные, околоводные и водные местообитания. К некоторым лабиринтодонтам относительно близки предки бесхвостых — отряды Proanura, Eoanura, известные с конца карбона и из пермских отложений.

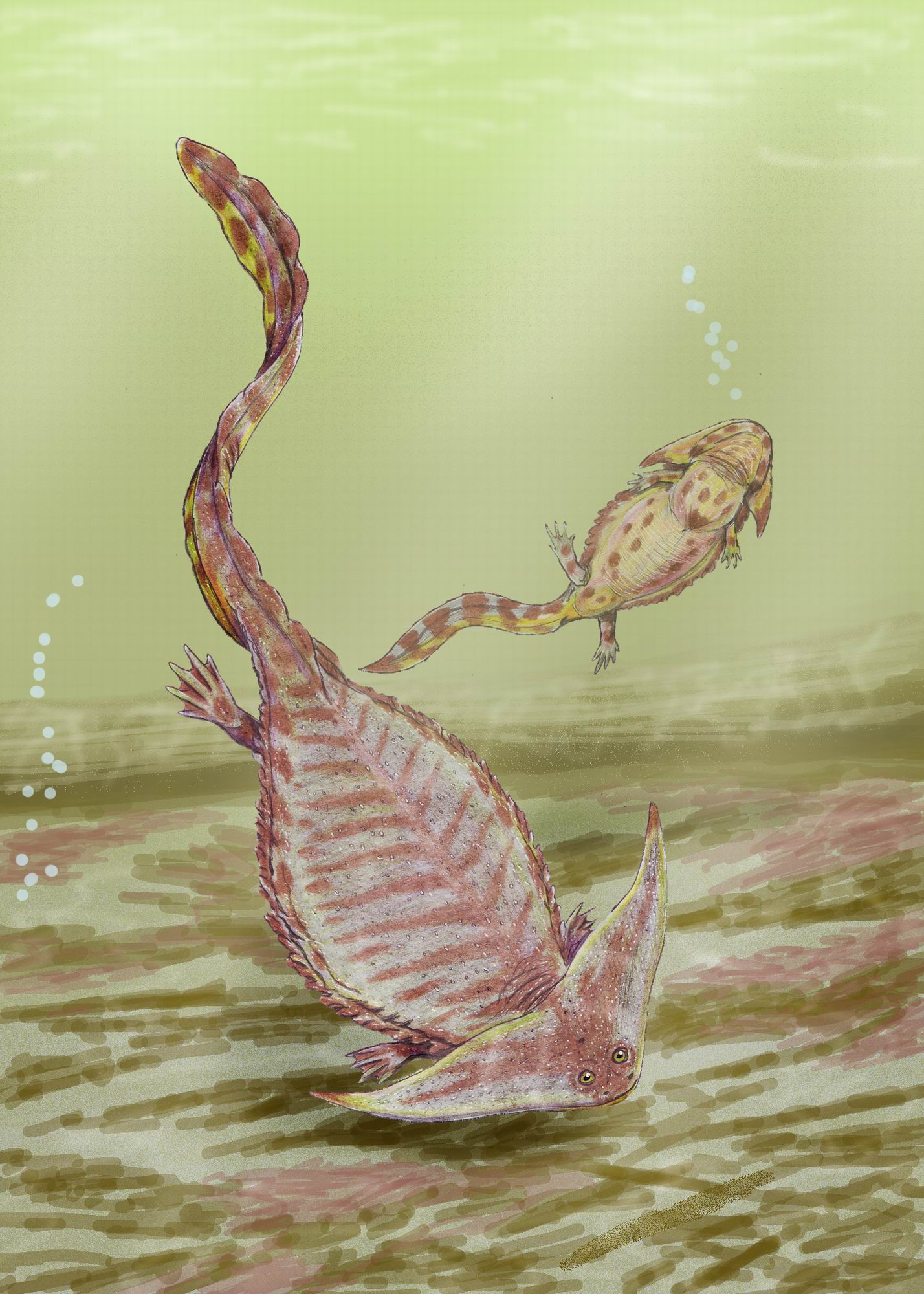
Лепоспондилы (Diplocaulus).

В карбоне возникла и вторая ветвь первичных амфибий — лепоспондилы (Lepospondyli). Они имели мелкие размеры и были хорошо приспособлены к жизни в воде. Некоторые из них вторично утратили конечности. Они просуществовали до середины пермского периода. Полагают, что они дали начало отрядам современных амфибий — хвостатых (Caudata) и безногих (Apoda). В целом все палеозойские амфибии вымерли в течение триаса. Эту группу амфибий иногда именуют стегоцефалами («панцирноголовыми») за сплошной панцирь из кожных костей, покрывавший черепную коробку сверху и с боков. Предками стегоцефалов, вероятно, были костные рыбы, сочетавшие примитивные черты организации (например, слабое окостенение первичного скелета) с наличием дополнительных органов дыхания в виде лёгочных мешков.
Наиболее близки к стегоцефалам кистепёрые рыбы. Они обладали лёгочным дыханием, их конечности имели скелет, сходный с таковым у стегоцефалов. Проксимальный отдел состоял из одной кости, соответствующей плечу или бедру, следующий сегмент состоял из двух костей, соответствующих предплечью или голени; далее располагался отдел, состоявший из нескольких рядов костей, он соответствовал кисти или стопе. Обращает также внимание явное сходство в расположении покровных костей черепа у древних кистепёрых и стегоцефалов.
Девонский период, в котором возникли стегоцефалы, видимо, характеризовался сезонными засухами, во время которых жизнь во многих пресных водоемах была для рыб затруднительна. Обеднению воды кислородом и затрудненности плавания в ней способствовала обильная растительность, произраставшая в каменноугольное время по болотам и берегам водоёмов. Растения падали в воду. В этих условиях могли возникнуть приспособления рыб к дополнительному дыханию лёгочными мешками. Само по себе обеднение воды кислородом ещё не было предпосылкой для выхода на сушу. В этих условиях кистепёрые рыбы могли подниматься на поверхность и заглатывать воздух. Но при сильном усыхании водоемов жизнь для рыб становилась уже невозможной. Неспособные к передвижению по суше, они погибали. Только те из водных позвоночных, которые одновременно со способностью к лёгочному дыханию приобрели конечности, способные обеспечить передвижение по суше, могли переживать эти условия. Они выползали на сушу и переходили в соседние водоёмы, где ещё сохранялась вода.
Вместе с тем передвижение по суше для животных, покрытых толстым слоем тяжёлой костной чешуи, было затруднено, и костный чешуйчатый панцирь на теле не обеспечивал возможности кожного дыхания, столь характерного для всех амфибий. Указанные обстоятельства, видимо, явились предпосылкой для редукции костного панциря на большей части тела. У отдельных групп древних амфибий он сохранился (не считая панциря черепа) только на брюхе.
Стегоцефалы дожили до начала мезозоя. Современные отряды амфибий оформляются только в конце мезозоя.